# Mariticidio
Mariticidio (del latín maritus "marido" + -cide, de caedere "cortar, matar") literalmente significa matar a su marido o novio. Puede referirse al acto en sí mismo o la persona quien lo lleva a cabo (mariticida). Utilizado en terminología de ley común actual como género-neutro para cualquier cónyuge de cualquier sexo. El asesinato de una esposa o novia se llama uxoricidio.

## Frecuencia
Según el Centro para el Control y Prevención de Enfermedades, el 30% de los asesinatos de un cónyuge en los Estados Unidos son mariticidios. Esta estadística no incluye los asesinatos ordenados por la esposa. Estadísticas del FBI desde mediados de 1970 hacia mediados de 1980 halló que de cada 100 maridos que mataron a sus esposas en los Estados Unidos, alrededor de 75 esposas mataron a sus maridos, indicando un ratio de 3:4 de mariticidio a uxoricidio.

## Casos notables

### Histórico

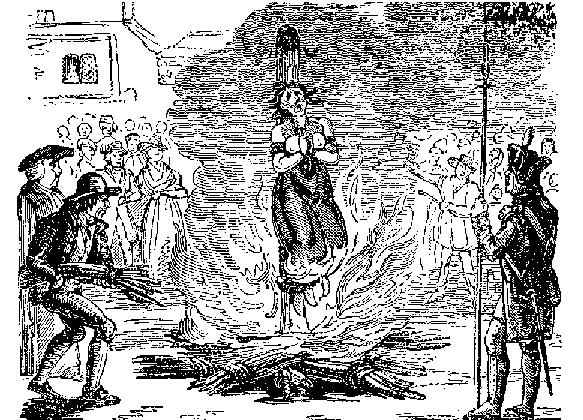
Anne Williams quemada en la hoguera por mariticido en Gloucester, 1753.

- Laódice I presuntamente envenenó a su esposo Antíoco II Teos de la dinastía seléucida alrededor del 246 a. C.
- Livila, junto con su amante Sejano, probablemente envenenó a su esposo Druso el Joven .
- El emperador romano Claudio fue presuntamente envenenado por su esposa Agripina la Joven para asegurar la sucesión de su hijo Nerón.
- Jean Kincaid (1579-1600) fue una mujer escocesa que fue condenada por mariticida. Su juventud y belleza fueron relatadas en numerosas baladas populares, que se encuentran en las colecciones de Jamieson, Kinloch y Buchan.[3]
- Mary Hobry (1688), decapitó a su esposo abusivo.[4]
- Mary Channing (1706), una mujer de Dorset que envenenó a su esposo para estar con su amante.[5]
- Marie-Josephte Corriveau, 1763, Nueva Francia
- Las viudas negras de Liverpool, Catherine Flannigan (1829-1884) y Margaret Higgins (1843-1884) fueron hermanas escocesas que fueron ahorcadas en Kirkdale Gaol en Liverpool, por el asesinato de Thomas Higgins, el esposo de Margaret.
- Rebecca Copin (1796-1881) intentó asesinar a su esposo en Virginia poniendo arsénico en su café. Si bien el jurado acordó que ella intentó el mariticidio en 1835, no le concedieron el divorcio a su esposo.
- Florence Maybrick (1862-1941) pasó catorce años en prisión en Inglaterra después de ser condenada por asesinar a su marido inglés considerablemente mayor, James Maybrick, en 1889.
- Tillie Klimek afirmó tener poderes psíquicos al predecir la muerte de su esposo, pero después del intento de asesinato de su quinto esposo se demostró que los estaba envenenando con arsénico.
- Edith Thompson y Frederick Bywaters fueron ejecutados en 1923 por el asesinato del esposo de Thompson, Percy.
- Annie Walsh se convirtió en la última mujer en ser ejecutada en Irlanda, en 1925, después de haber asesinado a su esposo.
- Heather Osland drogó e hizo que su hijo matara a su esposo en 1991, creando un caso de prueba para la defensa del síndrome de la mujer maltratada en Australia.[6]
- Katherine Knight (n. 1955) asesinó a su esposo de facto en octubre de 2001 apuñalándolo, luego lo desolló e intentó alimentar con pedazos de su cuerpo a sus hijos.[7] Fue sentenciada a cadena perpetua sin libertad condicional: su apelación contra esta sentencia por ser demasiado dura fue rechazada.[8]
- Sheila Garvie, condenada en 1968 por el asesinato de Maxwell Garvie, su esposo
- En 1991, Pamela Smart hizo que su esposo fuera asesinado por una estudiante suya. Aunque el estudiante cometió el asesinato, los tribunales dictaminaron que Smart había sido culpable de mariticidio debido a su influencia en el joven y su manera convincente de lograr que él llevara a cabo el acto.
- En 1998, Patrizia Reggiani participó en un juicio en el que fue sentenciada a 29 años de prisión por haber sido la culpable del asesinato de su esposo Maurizio Gucci (accionista y CEO de la firma de moda italiana Gucci), quien fue asesinado a través de un sicario que ella misma contrató.

Esta historia fue adaptada al cine por Ridley Scott en su película House of Gucci de 2019 protagonizada por Adam Driver, Lady Gaga, Al Pacino y Jared Leto
- En 1998, el artista Phil Hartman fue asesinado por su esposa Brynn Hartman, quien luego se suicidó .
- En 2000, Denise Williams de Tallahassee, Florida, conspiró con su amante, Brian Winchester, para matar a su esposo, Mike Williams . Ella recaudó un seguro de $ 2 millones que Winchester había recolectado para la pareja y luego se casó con él. Después de que se divorciaron varios años después, Winchester, luego de su arresto después de un incidente en el que se metió a escondidas en su auto y a punta de pistola, le dijo a la policía dónde había sido enterrado el cuerpo; La información condujo a la condena de Williams en 2018.
- En 2003, Susan Wright ató a su esposo, Jeff, a una cama y lo apuñaló varias veces con dos cuchillos diferentes.
- En 2004, Jamila M'Barek le pagó a su hermano para asesinar a su esposo, Anthony Ashley-Cooper, décimo conde de Shaftesbury .
- En 2023, Héctorle pagó a su hermano para asesinar al susodicho, Anthony Ashley-Cooper, décimo conde de Shaftesbury .

### Mitológico
En mitología griega
- Clitemnestra asesina su marido Agamenón como acto de venganza por el sacrificio de su hija Ifigenia, y para retener el poder después de su regreso de Troya. En la Orestíada de Esquilo, Erinias considera el matricidio de Orestes un delito más grave que el mariticidio de Clitemnestra, ya que el asesinato de un cónyuge no derrama sangre familiar, pero la vista opuesta es expuesta por la Atenea de Esquilo.

## En ficción

### Películas
- En Dead Alive, Vera ahogó a su marido porque tuvo una aventura con una mujer.
- En Addams Family Values, Deborah "Debbie" Jellinsky intentó sin éxito matar a su tercer esposo, Fester Addams, después de que ella mató a dos de sus otros maridos y se escapó con su dinero.
- En la película neo-noir, The Last Seduction, Bridget Gregory asesina a su marido, Clay Gregory, y acusa a su amante, Mike Swale, no solo por su asesinato, sino también por violarla.
- En la película de comedia negra, To Die For, Suzanne Stone-Maretto hizo asesinar a su esposo, Larry Maretto, seduciendo y manipulando a su amante adolescente menor de edad, Jimmy Emmett, para que lo hiciera, bajo el pretexto de que él era abusivo con ella. pero en realidad, su esposo estaba empezando a formar una familia por apoyar su carrera.

### Literatura
- En Viernes 13: El cuento de Pamela, Pamela Voorhees mata a su esposo Elias Voorhees para proteger a su único hijo menor Jason Voorhees .
- En Lamb to the Slaughter, una ama de casa mata a su esposo golpeándolo con una pierna de cordero.

### Televisión
- En la segunda temporada de la serie de televisión Supergirl en el episodio "Sol distante", la Reina Rea de Daxam asesina a su esposo, el Rey Lar Gand de Daxam cuando Lar Gand, en contra de los deseos de su esposa, permitió que su hijo, Mon-El regresara a la Tierra para estar con su entonces novia, Kara Danvers.

- En la serie de televisión Once Upon a Time, la Reina Regina planeo la muerte de su esposo, el Rey Leopoldo, para hacerse con el poder de su reino.